# Madonna del Roseto (Luini)
La Madonna del Roseto è un dipinto a olio su tavola (70x63 cm) di Bernardino Luini, databile al 1510 circa e conservato nella Pinacoteca di Brera a Milano.

## Storia
Capolavoro della fase giovanile dell'artista, venne acquistato dalla galleria nel 1826, dalla collezione di Giuseppe Bianchi. Tradizionalmente viene riferita come proveniente dalla Certosa di Pavia, ma non vi è alcuna documentazione al riguardo. 

## Descrizione e stile
A mezza figura, la Madonna è raffigurata seduta con il Bambino in braccio, davanti a una spalliera di rose bianche: si tratta del tipico fiore mariano, il cui accostamento iconografico alla Vergine era in uso da tutto il Medioevo. L'attenzione dedicata alla descrizione delle piante si riallaccia al naturalismo lombardo, le cui origini si possono ricercare nell'arte tardogotica. 
Lo sfondo è scuro e uniforme, in modo da far risaltare l'illuminazione dolce e soffusa. Il volto della Madonna mostra infatti l'inconfondibile modello leonardesco, con un dolce sfumato. Anche il Bambino si ispira a precedenti di Leonardo, ma nessuno in particolare (o forse la mai dipinta Madonna del gatto): l'artista usò una certa libertà nel rielaborarne la forma, disponendolo in diagonale, quasi a comporre un ideale arco che si ricollega alla figura della madre entro un ovale. Il Bambino indica il vaso di una pianta, riferimento al "vaso mistico" di Maria, e stringe con la destra la pianta che ne esce, un'aquilegia che rappresenta, per il colore rossastro, il sangue della Passione, quindi la prefigurazione del destino di Gesù.